# Арапи
Арапи (на арменски: Առափի) е село и община в Армения, област Ширак. Според Националната статистическа служба на Армения през 2012 г. общината има 2027 жители.

## Демография
Броят на населението в годините 1886 – 2004 е както следва: